# Aachener Turn- und Sportverein Alemannia 1900 1987-1988
Questa voce raccoglie le informazioni riguardanti l'Aachener Turn- und Sportverein Alemannia 1900 nelle competizioni ufficiali della stagione 1987-1988.

## Stagione
Nella stagione 1987-1988 l'Alemannia, allenato da Diethelm Ferner e Peter Neururer, concluse il campionato di 2. Bundesliga al 6º posto. In Coppa di Germania l'Alemannia fu eliminato al secondo turno dal Preußen Münster.

## Rosa
| N. |                     | Ruolo | Calciatore          |
| -- | ------------------- | ----- | ------------------- |
|    | Germania (bandiera) | P     | Heinz Böhmann       |
|    | Germania (bandiera) | P     | Johannes Kau        |
|    | Germania (bandiera) | D     | Mirko Braun         |
|    | Germania (bandiera) | D     | Andreas Goss        |
|    | Germania (bandiera) | D     | Mike Kahlhofen      |
|    | Germania (bandiera) | D     | Johannes Nelles     |
|    | Germania (bandiera) | D     | Peter Ritter        |
|    | Germania (bandiera) | D     | Frank Schlutter     |
|    | Germania (bandiera) | C     | Andreas Brandts     |
|    | Germania (bandiera) | C     | Norbert Buschlinger |
|    | Germania (bandiera) | C     | Holger Gresens      |
|    | Germania (bandiera) | C     | Theo Gries          |
|    | Spagna (bandiera)   | C     | Jo Montanes         |
|    | Germania (bandiera) | C     | Ralf Jörres         |

| N. |                        | Ruolo | Calciatore        |
| -- | ---------------------- | ----- | ----------------- |
|    | Germania (bandiera)    | C     | Pascal Notthoff   |
|    | Germania (bandiera)    | C     | Peter Sitek       |
|    | Germania (bandiera)    | C     | Josef Zschau      |
|    | Tunisia (bandiera)     | A     | Lassaâd Abdelli   |
|    | Germania (bandiera)    | A     | Leo Bunk          |
|    | Germania (bandiera)    | A     | Karl Del'Haye     |
|    | Germania (bandiera)    | A     | Günter Delzepich  |
|    | Germania (bandiera)    | A     | Klaus Klock       |
|    | Germania (bandiera)    | A     | Mario Krohm       |
|    | Paesi Bassi (bandiera) | A     | Jeffrey Rosenau   |
|    | Germania (bandiera)    | A     | Thorsten Schmitz  |
|    | Germania (bandiera)    | A     | Peter Sendscheid  |
|    | Germania (bandiera)    | A     | Erik Wagner       |
|    | Germania (bandiera)    | A     | Egbert Zimmermann |

## Organigramma societario
Area tecnica
- Allenatore: Peter Neururer
- Allenatore in seconda:
- Preparatore dei portieri:
- Preparatori atletici:

## Calciomercato

### Sessione estiva
| Acquisti | Acquisti         | Acquisti           | Acquisti |
| R.       | Nome             | da                 | Modalità |
| -------- | ---------------- | ------------------ | -------- |
| A        | Lassaâd Abdelli  | Berchem Sport      |          |
| A        | Leo Bunk         | Stoccarda          |          |
| A        | Karl Del'Haye    | Fortuna Düsseldorf |          |
| A        | Günter Delzepich | Sturm Graz         |          |
| A        | Klaus Klock      | Concordia Amburgo  |          |

| Cessioni | Cessioni        | Cessioni            | Cessioni |
| R.       | Nome            | a                   | Modalità |
| -------- | --------------- | ------------------- | -------- |
| D        | Norbert Dörmann | Wuppertal           |          |
| D        | Eugen Hach      | Saarbrücken         |          |
| A        | Uwe Höfer       | Vikt. Aschaffenburg |          |
| D        | Bernhard Olck   | St. Pauli           |          |
| A        | Gernot Ruof     | Waregem             |          |

### Sessione invernale
| Acquisti | Acquisti        | Acquisti            | Acquisti |
| R.       | Nome            | da                  | Modalità |
| -------- | --------------- | ------------------- | -------- |
| C        | Andreas Brandts | Borussia M'gladbach |          |

| Cessioni | Cessioni | Cessioni | Cessioni |
| R.       | Nome     | a        | Modalità |
| -------- | -------- | -------- | -------- |

## Risultati

### 2. Bundesliga

#### Girone di andata
| Arbitro: | Dellwing |

|                             |           |  |
| Montanes 33’ Gries 36’, 52’ | Marcatori |  |

| Arbitro: | Wittke |

|            |           |           |
| Kügler 57’ | Marcatori | 68’ Krohm |

| Arbitro: | Kriegelstein |

|              |           |             |
| Delzepich 8’ | Marcatori | 87’ Gutzler |

| Arbitro: | Harder |

|             |           |  |
| Vollmer 48’ | Marcatori |  |

| Arbitro: | Broska |

|           |           |  |
| Gries 64’ | Marcatori |  |

| Arbitro: | Werner |

|                              |           |                           |
| Schüler 29’ Schlumberger 64’ | Marcatori | 9’ Delzepich 70’ Notthoff |

| Arbitro: | Krug |

|                |           |             |
| Gries 10’, 71’ | Marcatori | 90’ Dezelak |

| Arbitro: | Zimmermann |

|                                        |           |  |
| Glückler 45’ Rudić 69’ Böpple 86’, 90’ | Marcatori |  |

| Arbitro: | Bruch |

|                 |           |                        |
| Zschau 17’, 63’ | Marcatori | 22’ Janssen 42’ Strich |

| Arbitro: | Schmidt |

|          |           |            |
| Linz 57’ | Marcatori | 89’ Zschau |

| Arbitro: | Neumann |

|                                                               |           |                   |
| Delzepich 20’ Buschlinger 40’ Gries 52’ (rig.) Zimmermann 86’ | Marcatori | 31’ Mund 68’ Fuhl |

| Arbitro: | Bauer |

|                       |           |                          |
| Scheler 22’ Wolff 42’ | Marcatori | 46’, 49’ Gries 85’ Sitek |

| Arbitro: | Brehm |

|                                      |           |  |
| Sané 14’ Weber 44’ Schaub 56’ (rig.) | Marcatori |  |

| Arbitro: | Mierswa |

|  |           |                     |
|  | Marcatori | 11’ Hahn 88’ Thomas |

| Arbitro: | Amerell |

|  |           |                                       |
|  | Marcatori | 31’ Wagner 80’ Zimmermann 89’ Gresens |

| Arbitro: | Rubel |

|                |           |          |
| Zimmermann 51’ | Marcatori | 39’ Bast |

| Arbitro: | Correll |

|                                        |           |  |
| Živković 4’ Radojewski 5’ Backhaus 78’ | Marcatori |  |

| Arbitro: | Schäfer |

|                      |           |               |
| Zschau 36’ Gries 39’ | Marcatori | 67’ Wulfmeier |

| Arbitro: | Merk |

|           |           |  |
| Myyry 50’ | Marcatori |  |

#### Girone di ritorno
| Bielefeld 28 novembre 1987, ore 15:00 CET 20ª giornata | Arminia Bielefeld | 0 – 0 referto | Alemannia Aquisgrana | Bielefelder Alm (3 600 spett.)\| Arbitro: \| Fux \| |
| Arbitro:                                               | Fux               |               |                      |                                                     |

| Arbitro: | Diekert |

|                    |           |                                     |
| Terhaar 30’ (aut.) | Marcatori | 16’ Jankovic 36’ Terhaar 42’ Kontny |

| Darmstadt 20 febbraio 1988, ore 15:00 CET 22ª giornata | Darmstadt  | 0 – 0 referto | Alemannia Aquisgrana | Stadion am Böllenfalltor (4 000 spett.)\| Arbitro: \| Tritschler \| |
| Arbitro:                                               | Tritschler |               |                      |                                                                     |

| Arbitro: | Heitmann |

|               |           |  |
| Delzepich 79’ | Marcatori |  |

| Arbitro: | Schäfer |

|                   |           |          |
| Zander 64’ (rig.) | Marcatori | 23’ Bunk |

| Arbitro: | Retzmann |

|           |           |  |
| Gries 30’ | Marcatori |  |

| Arbitro: | Berg |

|                             |           |          |
| Krella 30’, 74’ Bittorf 52’ | Marcatori | 37’ Bunk |

| Arbitro: | Eli |

|                                                    |           |  |
| Gries 14’, 39’ (rig.) Bunk 15’, 79’ Sendscheid 62’ | Marcatori |  |

| Arbitro: | Albrecht |

|             |           |                                                         |
| Biernat 43’ | Marcatori | 18’ (aut.) Janssen 19’ (rig.) Gries 41’ Bunk 85’ Wagner |

| Arbitro: | Ahlenfelder |

|                              |           |  |
| Gries 9’, 76’ Sendscheid 49’ | Marcatori |  |

| Arbitro: | Diekert |

|                       |           |                           |
| Fuhl 36’ Schlegel 59’ | Marcatori | 45’ Zimmermann 81’ Ritter |

| Arbitro: | Broska |

|                    |           |             |
| Gries 15’ Bunk 40’ | Marcatori | 55’ Dumpert |

| Aquisgrana 23 aprile 1988, ore 15:00 CEST 32ª giornata | Alemannia Aquisgrana | 0 – 0 referto | Friburgo | Stadio Tivoli (8 000 spett.)\| Arbitro: \| Mierswa \| |
| Arbitro:                                               | Mierswa              |               |          |                                                       |

| Offenbach am Main 4 maggio 1988, ore 15:00 CEST 33ª giornata | Kickers Offenbach | 0 – 0 referto | Alemannia Aquisgrana | Stadion am Bieberer Berg (2 000 spett.)\| Arbitro: \| Bauer \| |
| Arbitro:                                                     | Bauer             |               |                      |                                                                |

| Arbitro: | Brehm |

|                                |           |  |
| Gries 72’ (rig.) Delzepich 83’ | Marcatori |  |

| Arbitro: | Gochermann |

|                                                 |           |  |
| Wegmann 20’ Helmig 33’ Mäurer 67’ Abramczik 69’ | Marcatori |  |

| Arbitro: | Wiesel |

|                                               |           |  |
| Zschau 13’ Delzepich 15’ Wagner 59’ Krohm 77’ | Marcatori |  |

| Arbitro: | Barnick |

|            |           |                                     |
| Kremer 28’ | Marcatori | 14’ Sendscheid 46’ Gries 51’ Zschau |

| Arbitro: | Schmidhuber |

|                                                  |           |           |
| Zschau 31’ Gries 35’ Klock 56’ Faltin 65’ (aut.) | Marcatori | 90’ Menke |

### Coppa di Germania
| Arbitro: | Gangkofer |

|            |           |                |
| Zeller 79’ | Marcatori | 20’, 82’ Gries |

| Arbitro: | Heimann |

|                       |           |                            |
| Fleige 42’ Knauer 86’ | Marcatori | 25’ Zimmermann 31’ Abdelli |

| Arbitro: | Umbach |

|  |           |                        |
|  | Marcatori | 28’ (aut.) Buschlinger |

## Statistiche

### Statistiche di squadra
| Competizione      | Punti | In casa | In casa | In casa | In casa | In casa | In casa | In trasferta | In trasferta | In trasferta | In trasferta | In trasferta | In trasferta | Totale | Totale | Totale | Totale | Totale | Totale | DR  |
| Competizione      | Punti | G       | V       | N       | P       | Gf      | Gs      | G            | V            | N            | P            | Gf           | Gs           | G      | V      | N      | P      | Gf     | Gs     | DR  |
| ----------------- | ----- | ------- | ------- | ------- | ------- | ------- | ------- | ------------ | ------------ | ------------ | ------------ | ------------ | ------------ | ------ | ------ | ------ | ------ | ------ | ------ | --- |
| 2. Bundesliga     | 46    | 19      | 13      | 4       | 2       | 39      | 15      | 19           | 4            | 8            | 7            | 21           | 30           | 38     | 17     | 12     | 9      | 60     | 45     | +15 |
| Coppa di Germania | -     | 1       | 0       | 0       | 1       | 0       | 1       | 2            | 1            | 1            | 0            | 4            | 3            | 3      | 1      | 1      | 1      | 4      | 4      | 0   |
| Totale            | 46    | 20      | 13      | 4       | 3       | 39      | 16      | 21           | 5            | 9            | 7            | 25           | 33           | 41     | 18     | 13     | 10     | 64     | 49     | +15 |

### Andamento in campionato
| Giornata  | 1 | 2 | 3 | 4  | 5 | 6 | 7 | 8  | 9 | 10 | 11 | 12 | 13 | 14 | 15 | 16 | 17 | 18 | 19 | 20 | 21 | 22 | 23 | 24 | 25 | 26 | 27 | 28 | 29 | 30 | 31 | 32 | 33 | 34 | 35 | 36 | 37 | 38 |
| --------- | - | - | - | -- | - | - | - | -- | - | -- | -- | -- | -- | -- | -- | -- | -- | -- | -- | -- | -- | -- | -- | -- | -- | -- | -- | -- | -- | -- | -- | -- | -- | -- | -- | -- | -- | -- |
| Luogo     | C | T | C | T  | C | T | C | T  | C | T  | C  | T  | T  | C  | T  | C  | T  | C  | T  | T  | C  | T  | C  | T  | C  | T  | C  | T  | C  | T  | C  | C  | T  | C  | T  | C  | T  | C  |
| Risultato | V | N | N | P  | V | N | V | P  | N | N  | V  | V  | P  | P  | V  | N  | P  | V  | P  | N  | P  | N  | V  | N  | V  | P  | V  | V  | V  | N  | V  | N  | N  | V  | P  | V  | V  | V  |
| Posizione | 1 | 6 | 5 | 10 | 7 | 9 | 8 | 10 | 8 | 9  | 6  | 5  | 6  | 10 | 7  | 7  | 9  | 7  | 9  | 10 | 11 | 11 | 11 | 9  | 8  | 10 | 9  | 8  | 6  | 6  | 6  | 7  | 7  | 6  | 7  | 6  | 6  | 6  |

Legenda:

Luogo: C = Casa; T = Trasferta. Risultato: V = Vittoria; N = Pareggio; P = Sconfitta.

### Statistiche dei giocatori
| Giocatore      | 2. Bundesliga | 2. Bundesliga | 2. Bundesliga | 2. Bundesliga | Coppa di Germania | Coppa di Germania | Coppa di Germania | Coppa di Germania | Totale   | Totale | Totale      | Totale     |
| Giocatore      | Presenze      | Reti          | Ammonizioni   | Espulsioni    | Presenze          | Reti              | Ammonizioni       | Espulsioni        | Presenze | Reti   | Ammonizioni | Espulsioni |
| -------------- | ------------- | ------------- | ------------- | ------------- | ----------------- | ----------------- | ----------------- | ----------------- | -------- | ------ | ----------- | ---------- |
| L. Abdelli     | 15            | 0             | 1             | 0             | 2                 | 1                 | 0                 | 0                 | 17       | 1      | 1           | 0          |
| A. Brandts     | 16            | 0             | 6             | 0             | 0                 | 0                 | 0                 | 0                 | 16       | 0      | 6           | 0          |
| M. Braun       | 0             | 0             | 0             | 0             | 0                 | 0                 | 0                 | 0                 | 0        | 0      | 0           | 0          |
| L. Bunk        | 17            | 6             | 1             | 0             | 0                 | 0                 | 0                 | 0                 | 17       | 6      | 1           | 0          |
| N. Buschlinger | 35            | 1             | 2             | 0             | 2                 | 0                 | 1                 | 0                 | 37       | 1      | 3           | 0          |
| H. Böhmann     | 0             | 0             | 0             | 0             | 0                 | 0                 | 0                 | 0                 | 0        | 0      | 0           | 0          |
| K. Del'Haye    | 0             | 0             | 0             | 0             | 0                 | 0                 | 0                 | 0                 | 0        | 0      | 0           | 0          |
| G. Delzepich   | 38            | 6             | 2             | 0             | 2                 | 0                 | 0                 | 0                 | 40       | 6      | 2           | 0          |
| A. Goss        | 0             | 0             | 0             | 0             | 0                 | 0                 | 0                 | 0                 | 0        | 0      | 0           | 0          |
| H. Gresens     | 28            | 1             | 4             | 0             | 3                 | 0                 | 1                 | 0                 | 31       | 1      | 5           | 0          |
| T. Gries       | 37            | 19            | 5             | 0             | 3                 | 2                 | 2                 | 0                 | 40       | 21     | 7           | 0          |
| R. Jörres      | 0             | 0             | 0             | 0             | 0                 | 0                 | 0                 | 0                 | 0        | 0      | 0           | 0          |
| M. Kahlhofen   | 24            | 0             | 2             | 0             | 2                 | 0                 | 1                 | 0                 | 26       | 0      | 3           | 0          |
| J. Kau         | 38            | 0             | 1             | 0             | 3                 | 0                 | 0                 | 0                 | 41       | 0      | 1           | 0          |
| K. Klock       | 15            | 1             | 2             | 1             | 1                 | 0                 | 0                 | 0                 | 16       | 1      | 2           | 1          |
| M. Krohm       | 21            | 2             | 1             | 0             | 2                 | 0                 | 0                 | 0                 | 23       | 2      | 1           | 0          |
| J. Montanes    | 34            | 1             | 2             | 0             | 2                 | 0                 | 1                 | 0                 | 36       | 1      | 3           | 0          |
| J. Nelles      | 15            | 0             | 5             | 0             | 3                 | 0                 | 1                 | 0                 | 18       | 0      | 6           | 0          |
| P. Notthoff    | 22            | 1             | 2             | 0             | 2                 | 0                 | 0                 | 0                 | 24       | 1      | 2           | 0          |
| P. Ritter      | 36            | 1             | 1             | 0             | 2                 | 0                 | 0                 | 0                 | 38       | 1      | 1           | 0          |
| J. Rosenau     | 0             | 0             | 0             | 0             | 0                 | 0                 | 0                 | 0                 | 0        | 0      | 0           | 0          |
| F. Schlutter   | 0             | 0             | 0             | 0             | 0                 | 0                 | 0                 | 0                 | 0        | 0      | 0           | 0          |
| T. Schmitz     | 1             | 0             | 0             | 0             | 0                 | 0                 | 0                 | 0                 | 1        | 0      | 0           | 0          |
| P. Sendscheid  | 17            | 3             | 0             | 0             | 0                 | 0                 | 0                 | 0                 | 17       | 3      | 0           | 0          |
| P. Sitek       | 10            | 1             | 1             | 0             | 2                 | 0                 | 1                 | 0                 | 12       | 1      | 2           | 0          |
| E. Wagner      | 18            | 3             | 1             | 0             | 2                 | 0                 | 0                 | 1                 | 20       | 3      | 1           | 1          |
| E. Zimmermann  | 31            | 4             | 3             | 0             | 3                 | 1                 | 1                 | 0                 | 34       | 5      | 4           | 0          |
| J. Zschau      | 24            | 7             | 8             | 0             | 3                 | 0                 | 0                 | 0                 | 27       | 7      | 8           | 0          |